# A Mesa
A Mesa ist ein Ort und eine von sieben Parroquias der Gemeinde Grandas de Salime in der autonomen Region Asturien im Norden Spaniens.
Die Gemeindehauptstadt Grandas ist ca. 24 km entfernt. Zum Ort gehören 15 Gebäude, die kleine Pfarrkirche ist der heiligen María Magdalena geweiht.
Zugehörige Ortsteile und Weiler sind:
- A Mesa
- Buspol
- El Toucedo
- El Vilar de Buspol
- Valiamayor

← Vorhergehender Ort: Berducedo 4,1 km | A Mesa | Nächster Ort: Buspol 2,1 km →

Oviedo |
Lampajúa/Llampaxuga |
Lloriana |
Escamplero |
Valsera |
Premoñu |
Paladín |
Puerma |
Peñaflor |
Grado |
San Juan de Villapañada |
San Marcelo |
La Doriga |
Cornellana |
Llamas |
Quintana (Grado) |
Casazorrina |
Mallecín |
Salas |
Porciles |
Bodenaya |
La Espina |
La Pereda |
El Pedregal |
Tineo |
Piedratecha |
Villaluz |
Vega del Rey |
Berrugoso |
Campiello |
Borres |
La Mortera |
Porciles |
Ferroy |
Pola de Allande |
Puerto del Palo |
Montefurado |
(Texu de) Lago |
Berducedo |
A Mesa |
Buspol |
Talsperre Grandas de Salime |
Grandas de Salime |
La Farrapa |
Cereijeira |
Gestoselo |
Peñafuente |
Cabreira |
Barbeitos |
Fonfría (Fonsagrada) |
Paradonova |
Fonsagrada |
Padrón |
Vilardongo |
Montouto |
Paradavella |
Degolada |
A Lastra |
Fontaneira |
Cádavo Baleira |
Pradera (Lugo) |
Vaqueriza |
Villabade |
Castroverde |
Souto de Torres |
Vilar de Cas |
Gondar (Lugo) |
Carballido |
Manzoi |
Casas da Vina |
Lugo |
Seoane (Lugo) |
San Vicente do Burgo |
Mera de San Pedro |
San Román da Retorta |
Santa Cruz da Retorta |
Villamayor de Negral |
Palas de Rei
1. ↑  Expediente con los topónimos oficiales de Grandas de Salime. In: BOPA. Gobierno del Principado de Asturias (spanisch).